# موريس وليامز (لاعب كرة قدم أمريكية)
موريس وليامز (بالإنجليزية: Maurice "Moe" Williams)‏ هو لاعب كرة قدم أمريكية أمريكي، ولد في 7 نوفمبر عام 1987، في إيري في الولايات المتحدة.